# لنفیر دیفرین کلوید
لنفیر دیفرین کلوید (به انگلیسی: Llanfair Dyffryn Clwyd) یک منطقهٔ مسکونی در بریتانیا است که در دنبیشر واقع شده‌است. لنفیر دیفرین کلوید ۱٬۰۵۳ نفر جمعیت دارد.